# André Vandeweyer
André Vandeweyer (21 de juny de 1909 - 22 d'octubre de 1992) fou un futbolista belga.

## Selecció de Bèlgica
Va formar part de l'equip belga a la Copa del Món de 1934.
Destacà al club Union Saint-Gilloise, on també fou entrenador.